# LC Brühl Handball
Le LC Brühl Saint-Gall est un club suisse de handball féminin basé à Saint-Gall.
Avec 31 titres (le dernier en 2012), il s'agit de l'équipe la plus titrée du handball féminin suisse.

## Palmarès
compétitions nationales
- vainqueur du championnat de Suisse (31) en 1970, 1971, 1972, 1973, 1974, 1975, 1976, 1977, 1978, 1979, 1980, 1987, 1988, 1989, 1990, 1991, 1992, 1993, 1994, 1995, 1996, 1997, 2002, 2003, 2007, 2008, 2009, 2011, 2012, 2017 et 2019
- vainqueur de la coupe de Suisse (10) : 2002, 2003, 2004, 2006, 2008, 2009, 2010, 2012, 2016, 2017